# Mordellistena brevicauda
Mordellistena brevicauda é uma espécie de insetos coleópteros polífagos pertencente à família Mordellidae.
A autoridade científica da espécie é Boheman, tendo sido descrita no ano de 1849.
Trata-se de uma espécie presente no território português.